# Anelassorhynchus loborhynchus
Anelassorhynchus loborhynchus är en djurart som tillhör fylumet skedmaskar, och som beskrevs av Datta Gupta, A.K. och P.K.B. Menon 1965. Anelassorhynchus loborhynchus ingår i släktet Anelassorhynchus och familjen Echiuridae. Inga underarter finns listade i Catalogue of Life.